# Adelaide International 1 2023
Adelaide International 1 2023 a fost un turneu de tenis din Circuitul ATP 2023 și din Circuitul WTA 2023. A fost un turneu combinat ATP 250 și WTA 500 pe terenuri dure în aer liber din Adelaide, Australia. A fost a treia ediție a turneului pentru femei și a doua ediție pentru bărbați. Turneul a avut loc la Memorial Drive Tennis Center în perioada 2-8 ianuarie 2023 și a fost urmat, o săptămână mai târziu, de Adelaide International 2 2023, un turneu combinat ATP 250 și WTA 500, în același loc.

## Campioni

### Simplu masculin
Pentru mai multe informații consultați Adelaide International 1 2023 – Simplu masculin

### Dublu masculin
Pentru mai multe informații consultați Adelaide International 1 2023 – Dublu masculin

### Simplu feminin
Pentru mai multe informații consultați Adelaide International 1 2023 – Simplu feminin

### Dublu feminin
Pentru mai multe informații consultați Adelaide International 1 2023 – Dublu feminin

## Puncte și premii în bani

### Distribuția punctelor
| Probă           | C   | F   | SF  | QF  | R16 | R32 | Q   | Q2  | Q1  |
| Simplu masculin | 250 | 150 | 90  | 45  | 20  | 0   | 12  | 6   | 0   |
| Dublu masculin* | 250 | 150 | 90  | 45  | 20  | 0   | N/A | N/A | N/A |
| Simplu feminin  | 470 | 305 | 185 | 100 | 55  | 1   | 25  | 13  | 1   |
| Dublu feminin*  | 470 | 305 | 185 | 100 | 1   | N/A | N/A | N/A | N/A |

*per echipă

### Premii în bani
| Probă           | C        | F       | SF      | QF      | R16     | R32    | Q2     | Q1     |
| Simplu masculin | $94,560  | $55,035 | $32,150 | $18,175 | $10,655 | $6,340 | $3,385 | $1,815 |
| Dublu masculin* | $33,580  | $17,550 | $9,260  | $5,140  | $2,820  | $1,570 | N/A    | N/A    |
| Simplu feminin  | $120,150 | $74,161 | $43,323 | $20,465 | $11,145 | $7,500 | $5,590 | $2,860 |
| Dublu feminin*  | $40,100  | $24,300 | $13,900 | $7,200  | $5,750  | $4,350 | N/A    | N/A    |

*per echipă